# Oblast Terek

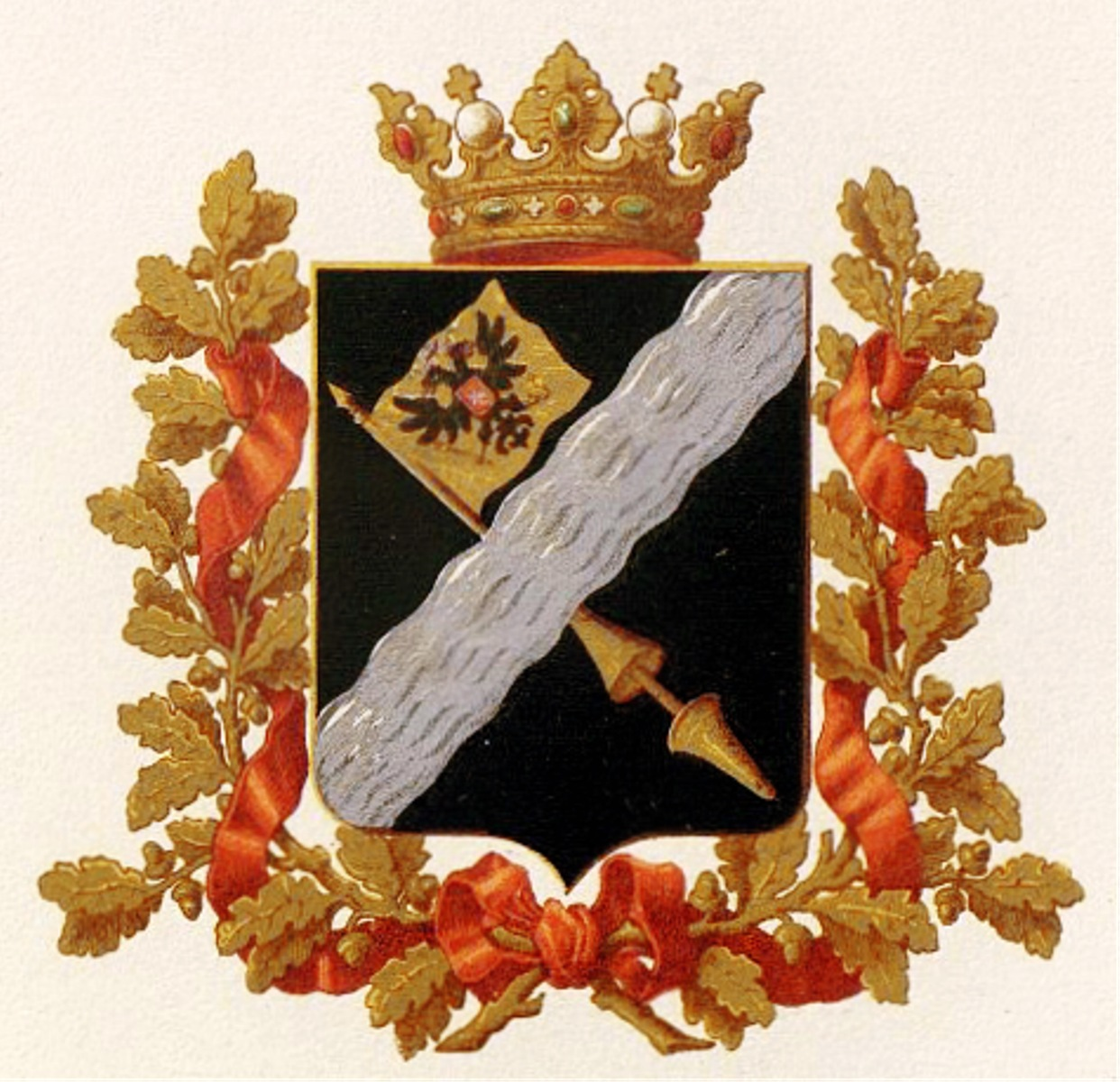
Wappen der Oblast

Die Oblast Terek (russisch Терская область) mit der Hauptstadt Wladikawkas war eine administrative Einheit des Russischen Reiches im Nordkaukasus, entlang des Flusses Terek. Sie wurde 1860 durch ein Dekret von Zar Alexander.II. gegründet und bestand bis 1920.
Sie umfasste die Territorien der heutigen russischen Föderationssubjekte Kabardino-Balkarien, Inguschetien, Nordossetien-Alanien und Tschetschenien sowie Teile Dagestans und der Region Stawropol.

## Bevölkerung
Nach dem Ergebnis der ersten gesamtrussischen Volkszählung von 1897 hatte die Oblast eine Bevölkerungszahl von 932.341 Einwohnern auf 72.824 km² (12 pro km²). Davon waren ungefähr 335.000 Russen (einschließlich der Terekkosaken), 240.000 Tschetschenen und Inguschen, 80.000 Osseten, 70.000 Tscherkessen, 40.000 Kumüken, 25.000 Armenier, 8.000 Juden sowie 5.500 Deutsche.

## Verwaltungsgliederung
Bis 1899 gliederte sich die Oblast in fünf Okrugs und zwei Otdels („Abteilungen“, wie die zu großen Teilen von Kosaken besiedelten Verwaltungseinheiten der zweiten Ebene genannt wurden):
| Okrug/Otdel       | Fläche | Einwohner | Verwaltungszentrum | Einwohner |
| ----------------- | ------ | --------- | ------------------ | --------- |
| Okrug Chassawjurt | 5.322  | 70.800    | Chassawjurt        | 5.312     |
| Okrug Grosny      | 8.470  | 226.035   | Grosny             | 15.564    |
| Otdel Kisljar     | 18.996 | 102.395   | Kisljar            | 7.282     |
| Okrug Naltschik   | 11.509 | 102.908   | Naltschik          | 4.809     |
| Okrug Pjatigorsk  | 12.144 | 181.481   | Pjatigorsk         | 18.440    |
| Otdel Suschenski  | 7.140  | 115.370   | Sunschenskaja      | 3.456     |
| Okrug Wladikawkas | 5.690  | 134.947   | Wladikawkas        | 43.740    |

Anmerkungen:
1. ↑  in km², umgerechnet aus Quadratwerst und gerundet
2. ↑  Volkszählung 1897, online bei demoscope.ru

1899 wurde ein Otdel Mosdok ausgegliedert, und der Okrug Pjatigorsk in einen Otdel umgewandelt. 1905 wurden zwei weitere Okrugs mit Verwaltungszentren in Nasran und Wedeno geschaffen.